# Jan de Breet
Jan de Breet, latinisiert Adrianus Johannes de Breet (* 8. Juli 1959 in Oosterbeek; † 24. November 2021 in Oegstgeest), war ein niederländischer Indologe.

## Leben
Nach dem Abitur in Arnhem studierte Jan de Breet Geschichte und Biologie an der Radboud-Universität Nijmegen und Indologie an der Universität Leiden. Nach dem Studienabschluss 1989 lehrte er Pali an der Leidener Universität. Jan de Breet war für den Buddhismus in den Niederlanden aktiv. Seit 1988 war er Mitglied des Präsidiums der „Stichting Vrienden van het Boeddhisme“. Er gehörte auch dem von Anagarika Govinda gegründeten Arya Maitreya Mandala an.

## Wissenschaftliche Arbeit
Jan de Breet beschäftigte sich besonders mit der Prajnaparamita-Literatur. Seit 1997 übersetzte er in Zusammenarbeit mit Robert Janssen die Lehrreden des Siddhartha Gautama aus dem Pali-Kanon ins Niederländische. Davon legten sie bis 2013 zehn Bände vor. Für dieses Übersetzungswerk wurde Jan de Breet im April von der niederländischen Königin Beatrix zum Ritter des Ordens von Oranien-Nassau ernannt.
Jan de Breet übersetzte auch Werke von Hans Wolfgang Schumann und Nyanaponika in die niederländische Sprache.

## Werke
Auswahl
- Boeddha’s tweede draaiing van het rad van de leer: teksten over perfectie van inzicht en vaardigheid in middelen, vertaald en van verklarende noten voorzien. Leiden (Kern Institute miscellanea 8). 1994
- De verzameling van lange leerredes. Vertaald uit het Pali, ingeleid en van aantekeningen voorzien. Rotterdam: Asoka 2001 ISBN 978-90-5670-061-4
- De verzameling van korte teksten 1. Sutta-Nipata & Dhammapada. Rotterdam: Asoka 2011, ISBN 978-90-5670-083-6
- Aldus sprak de Boeddha. Bloemlezing uit de Pali-canon. 2011, ISBN 978-90-5670-168-0
- De verzameling van thematisch geordende leerredes 3. Het Deel der geledingen (Khandha-Vagga). Rotterdam: Asoka 2012, ISBN 978-90-5670-231-1